# عبد الله بن كعب بن مالك
عبد اللَّه بن كعب بن مالك بن أبي القين الأنصاري، المدني. يكنى أبو فضالة. قال البغوي، عن الواقدي: ولد على عهد النبي. وكان من الأعلام الثقات، توفي سنة سبعٍ وتسعين.

## روايته للحديث النبوي
- روي عن: عمر، وعثمان، وعلي، وجابر، وعَن أبي أمامة الحارثي فِي الْإِيمَان وَأَبِيهِ كعب بن مالك فِي الصَّلَاة والبيوع والأطعمة وتوبة كَعْب.
- روى عنه: ابناه عبد الرحمن، وخارجة، وإخوته: عبد الرحمن، ومعبد، ومحمد أولاد كعب، والأعرج، والزهري، وسعد بن إبراهيم، وعبيد اللَّه بن أبي يزيد، وغيرهم.
- الجرح والتعديل: قال أبو زرعة الرازي: «مديني ثقة». قال أحمد بن صالح الجيلي: «ثقة». قال ابن حجر العسقلاني: «ثقة». وقال محمد بن سعد كاتب الواقدي: «ثقة وله أحاديث».[2]